# Casa-xalet de les Tries
La Casa-xalet de les Tries és una obra d'Olot (Garrotxa) protegida com a Bé Cultural d'Interès Local.

## Descripció
Xalet de planta irregular amb teulat a diferents nivells sostingut per bigues de fusta i teules vidriades de color verd. Disposa de planta baixa, pis i golfes. Els murs de la primera són fets amb pedra i a partir del primer pis són estucats, les obertures, rectangulars estan emmarcades per estuc imitant pedra.
Es troba voltat d'arbres i de tanques.

## Història
El Xalet de les Tries és una construcció dels primers decennis de la nostra centúries.